# Veronica 2030
Veronica 2030 é um filme erótico de ficção científica produzido nos Estados Unidos, dirigido por Gary Graver e lançado em 1999.